# Термітник

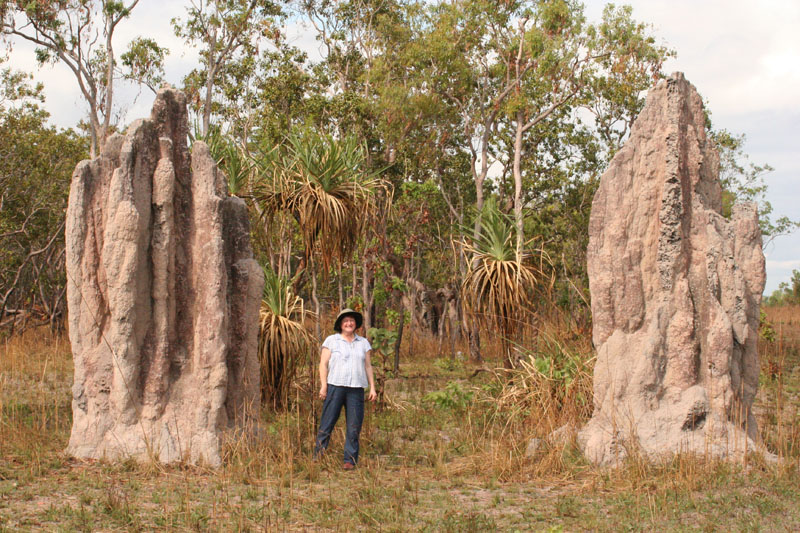
Термітники у Австралії

Термітник — гніздо термітів, яке складається з підземної та надземної частин. Терміти, що будують термітники, мешкають у Африці, Південній Америці, на півдні Азії та Австралії. На відміну від мурашників, термітники будуються комахами з вологого ґрунту та можуть заселятися повторно в разі загибелі колонії термітів.

## Будова
Терміти будують надземні термітники задля створення всередині середовища зі стабільною температурою та вологістю. У спекотних саванах ці гнізда термітів високі та тонкі для кращої циркуляції повітря та охолодження, тоді як у затінених лісах вони нижчі, але товстіші, щоб зберігати тепло. Не всі терміти створюють термітники. Є види, чиї гнізда розташовуються під землею чи в деревині. Термітники досягають 5 м заввишки та можуть вміщувати 15 кг термітів, а підземна частина перебуває на глибині до 2 м.
Термітники містять мережу тунелів та камер для контролю температури та вологості, що має вирішальне значення для виживання колонії. На нижчих рівнях терміти зазвичай вирощують гриби для харчування та молодняк, тоді як верхні секції містять камеру королеви, яка відкладає яйця. Грибні тунелі займають більшість термітника — у 8 разів більше, ніж самі терміти. Комахи постійно шукають рослинний субстрат (траву й деревину), яким живляться гриби, та приносять до термітника з околиць.
Будівництво термітника триває 4-5 років, але він лишається вразливим через свою пористу структуру. Сильна злива може зруйнувати до третини його. Тому терміти регулярно відновлюють пошкоджені частини, доставляючи до них грудочки вологої землі, яку переносять у роті. Крім того терморегуляція потребує запечатування та розпечатування тунелів, щоб спрямовувати повітря потрібним маршрутом. Терміти також передають одне одному воду через рот, щоб доставляти її в місця, що потребують зволоження. Температура всередині тримається на рівні 25-36 °C, а вологість близько 100 %.
Найдавніший досі заселений термітник розташований у Намібії. Різні колонії термітів заселяли його впродовж 34 тис. років.

## Екологічне значення
Термітники завдяки численним підземним тунелям, що складають їхню підземну частину, сприяють аерації ґрунту та кругообігу поживних речовин.

## У біоніці
Терморегуляція термітників надихає дослідників створювати більше енергетично ощадливі будинки. Адже термітники підтримують сталу температуру та вологість без задіяння якихось активних механізмів. За прикладом вентиляційної системи термітника збудована пасивна вентиляція будівлі Eastgate Centre у Хараре, Зімбабве, що відкрилася в 1996 році.
Також поведінка термітів вивчається для створення роботів, які могли б самостійно будувати житло у віддалених середовищах; наприклад — на Марсі.

## Галерея

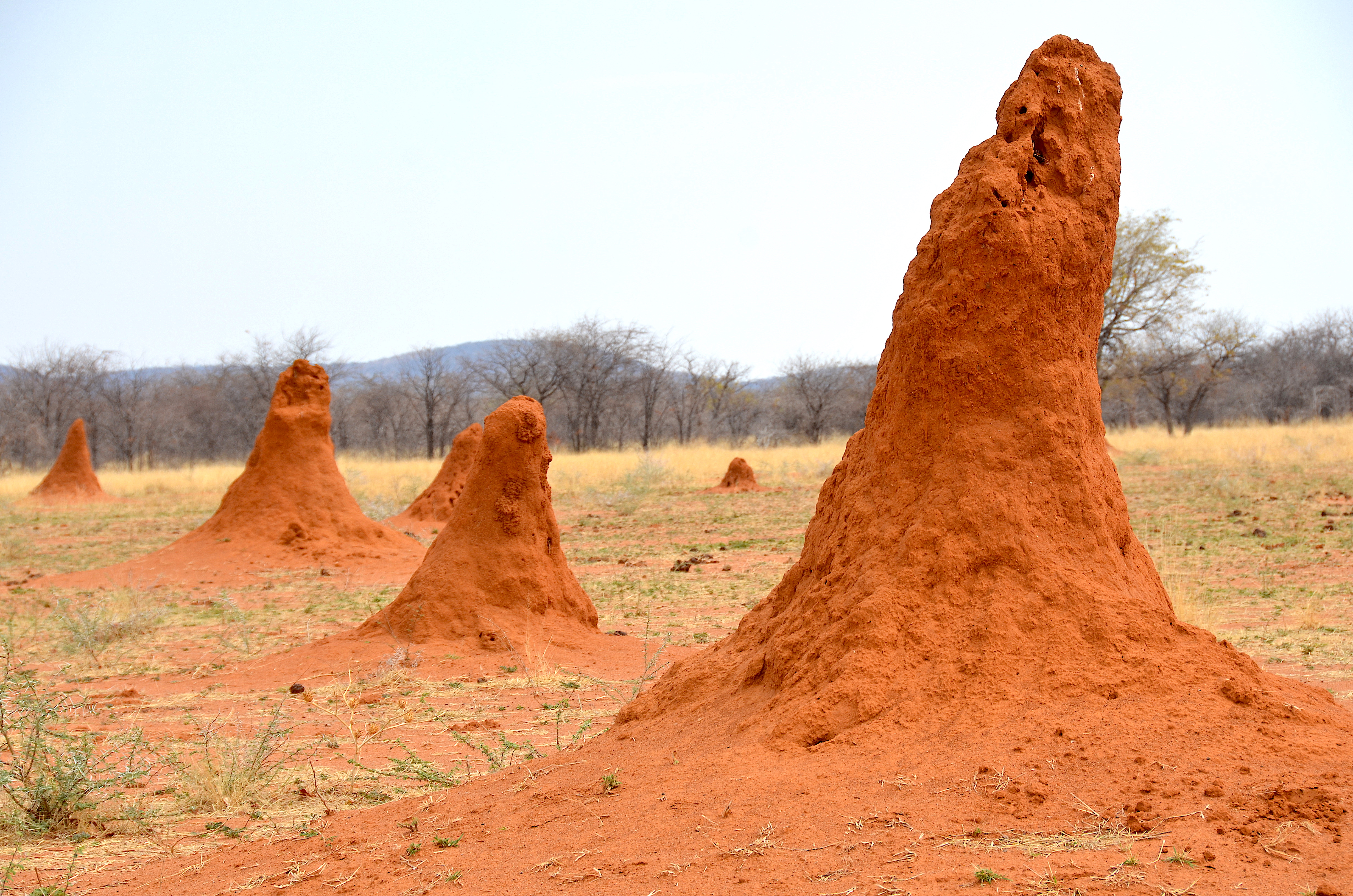
Термітники у Намібії
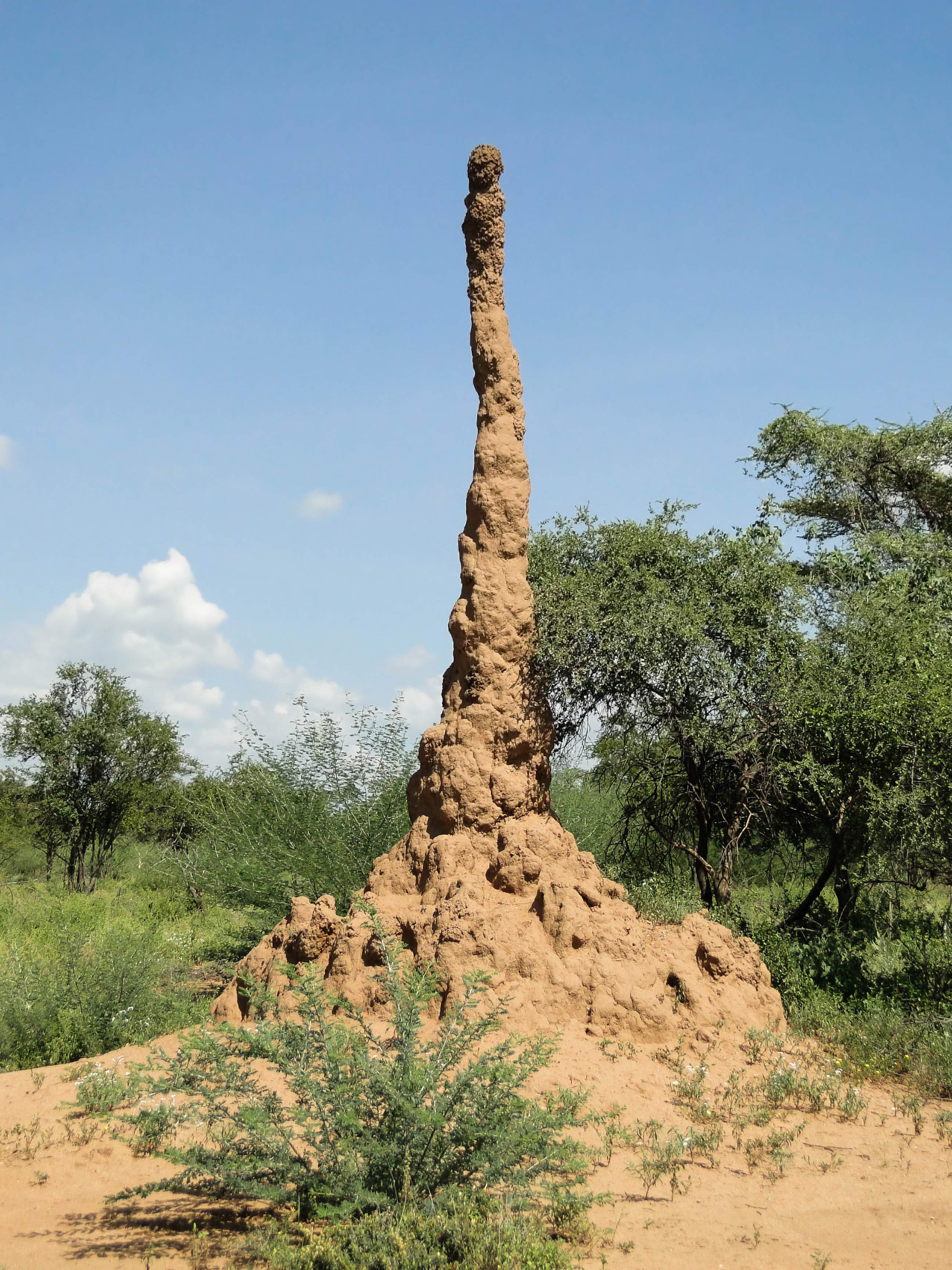
У Ефіопії
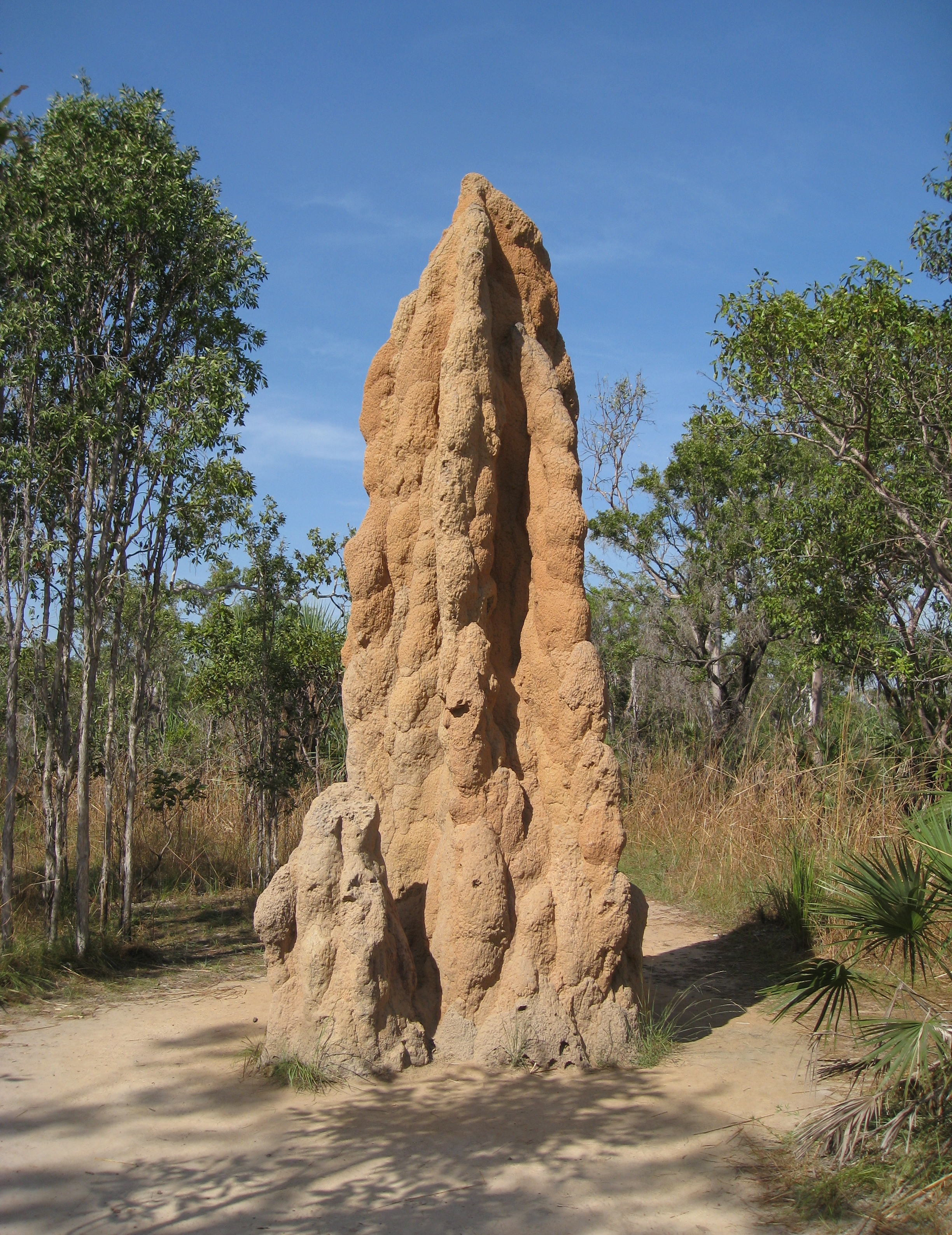
У Австралії
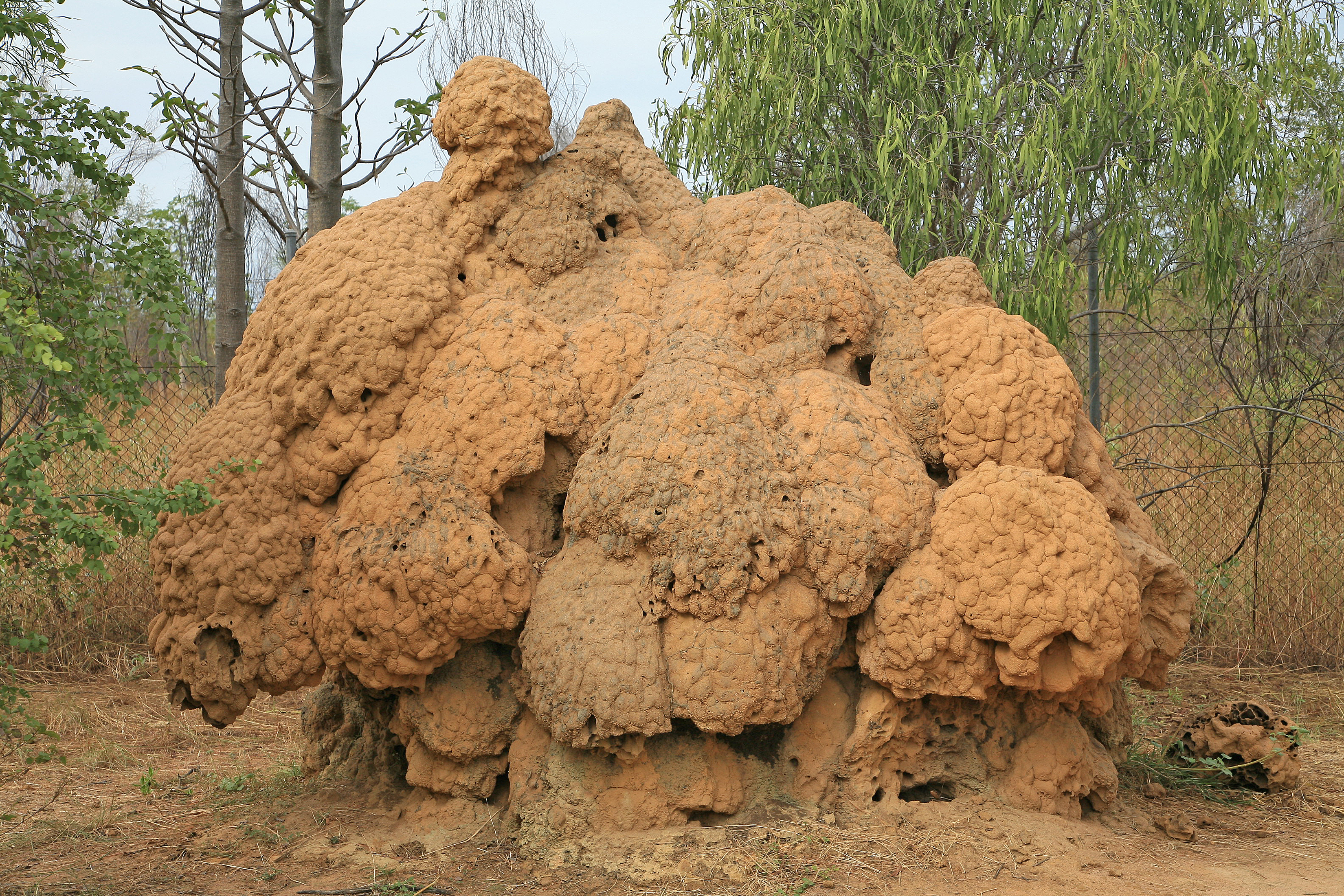
У Австралії
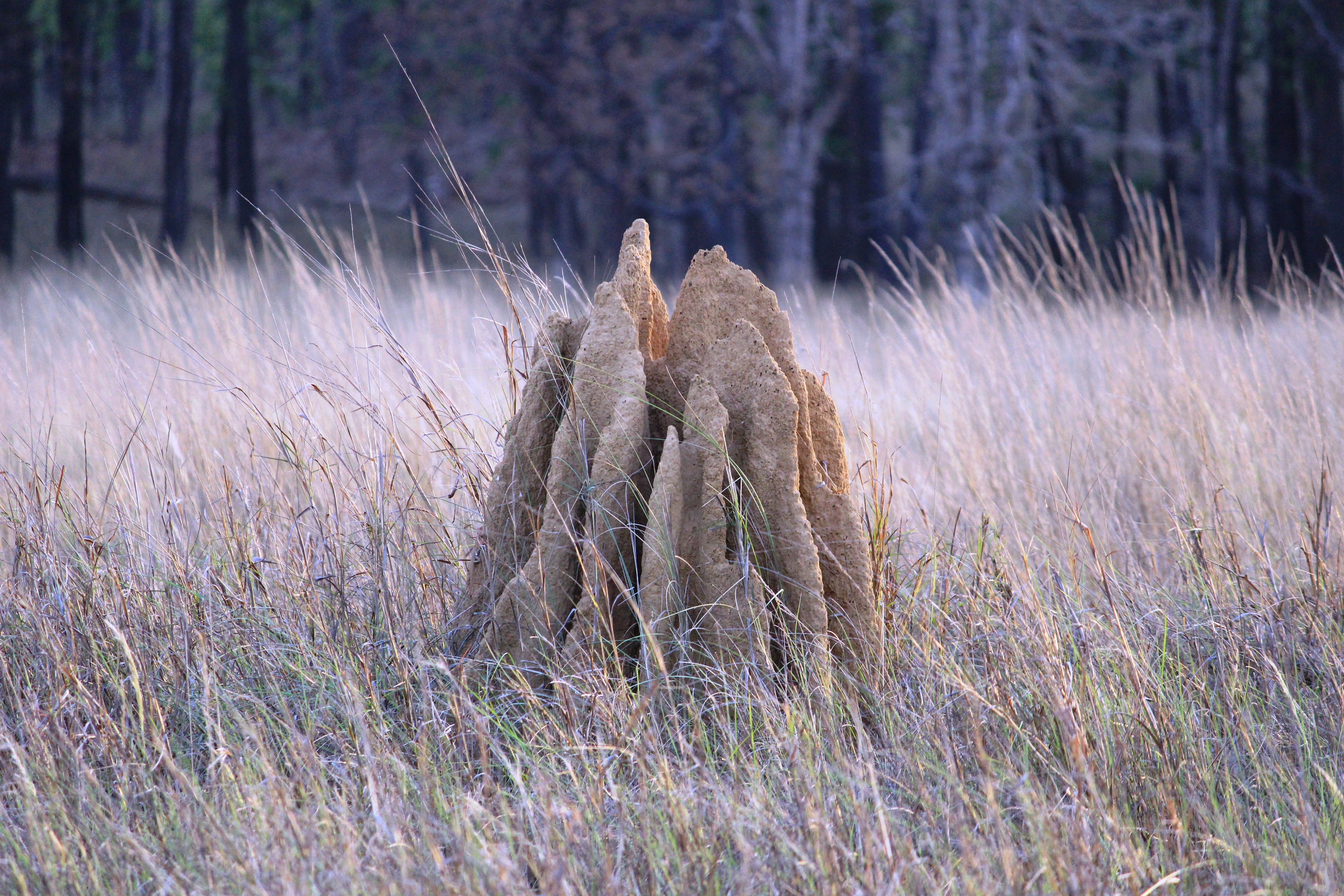
В Індії
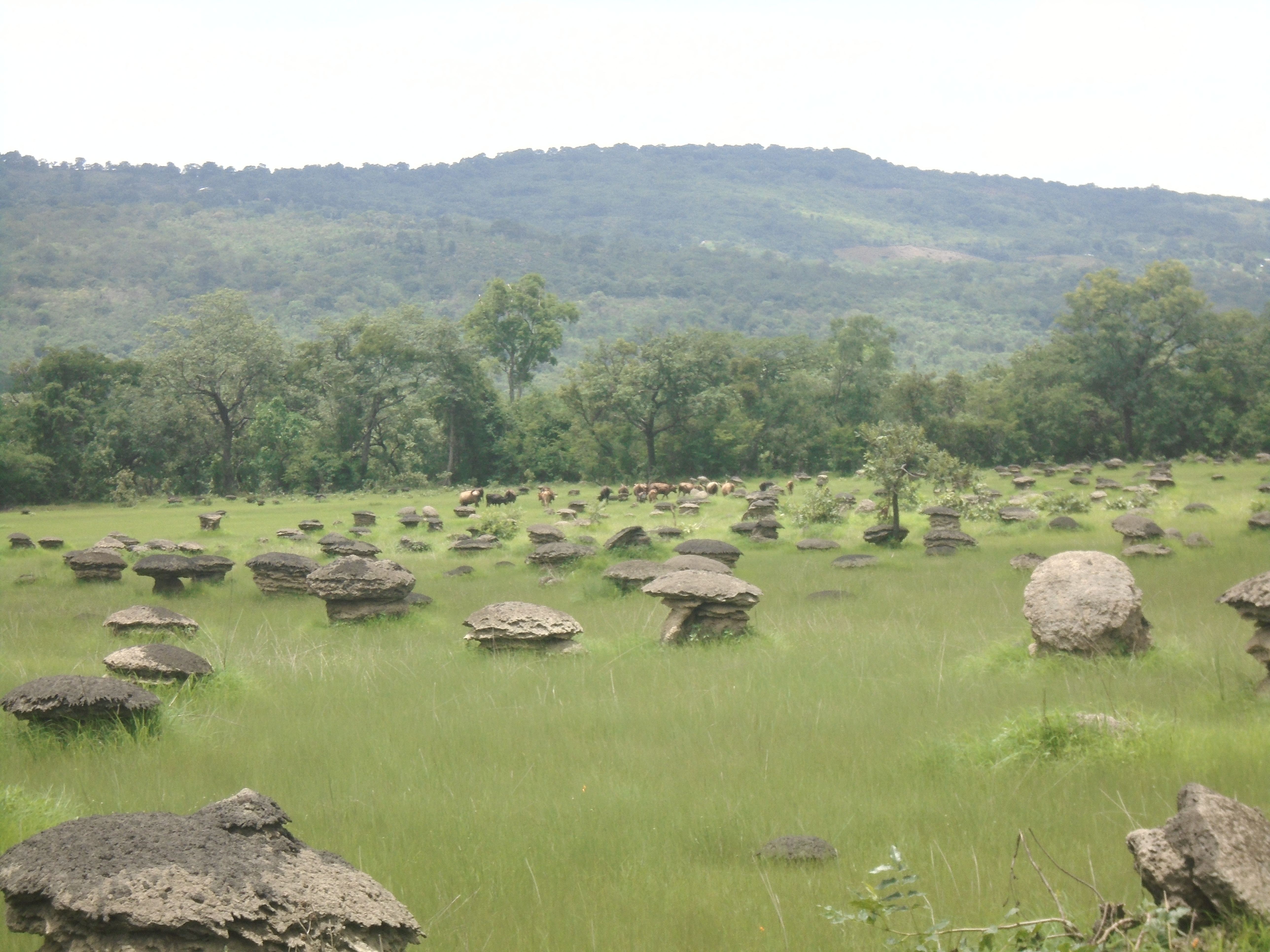
У Гвінеї